# La Rioja, Spania
La Rioja este o comunitate autonomă și provincie în nordul Spaniei, având capitala la Logroño. Alta localitate e Calahorra, care dupa Logroño, e cea mai mare.
- Página sobre la Ciudad de Calahorra spaniolă {{{1}}}